# 러시아 지상 관제소 네트워크
러시아 지상 관제소 네트워크(Russian ground control and tracking network)는 러시아의 로켓 및 위성을 추적하기 위해 만든 러시아의 우주항공 인프라다. 우주 시대가 시작될 무렵 소련은 이미 지상 관제소 네트워크를 구축하여 초기 우주선과 통신하여 선상에서 명령을 보내고 궤도에서 받은 정보를 처리할 수 있도록 했다.

## 역사

### 로켓 및 위성 추적 네트워크의 기원
최초의 대륙간 탄도 미사일인 R-7의 개발은 무선 조종 장치를 갖추고 있었는데, 그 제작자에게는 즉각적인 도전이 되었다. 차량의 속도를 결정하기 위해 로켓 경로 아래에 광범위한 "측정 스테이션" 네트워크를 배치해야만 했다. 방향 및 기내 비행 수정 명령을 보낸다.
또한 미사일의 더미 탄두가 시험 발사 중에 충돌 할 것으로 예상되는 캄차카 반도의 목표 범위 주변에 여러 관측소가 필요했다. 결과적으로 IP (러시아 "izmeritelny punkt" 또는 측정 사이트에서 온)로 알려진 두 그룹의 지휘 및 제어 스테이션 이 필요했다. 그들은 소련 전역에 걸쳐 6,000km 이상의 광대한 거리에 퍼질 예정이었다.
그러한 네트워크의 건설은 소련 군대의 또 다른 알려지지 않은 영웅적인 업적이 되었다. 네트워크의 많은 설치는 기본 편의시설도 없이 사실상 사람이 살 수 없고 접근하기 어려운 야생의 한가운데에 건설되어야 했다. 당시 많은 소련 군사 프로젝트에서 일반적이었기 때문에 정부는 엔지니어링 인프라에 대한 자금을 아끼지 않았지만 주거용 주택에 대한 투자는 느렸다.

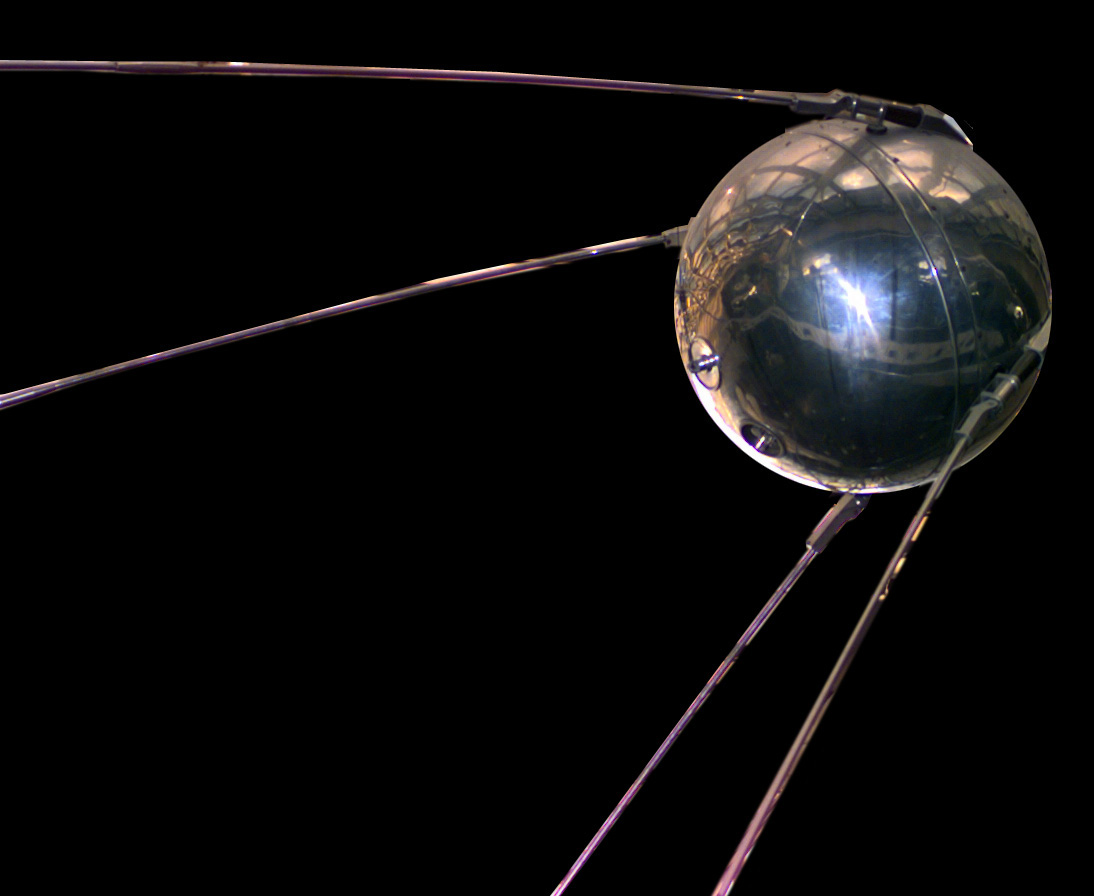
스푸트니크호는 인류가 최초로 궤도에 올린 인공위성이다.

### 첫 번째 스푸트니크 추적
비행 중 로켓의 모든 추적은 온보드 응답없이 지상 망원경의 도움을 받아 레이더를 통해 수동적으로 수행되어야 했다. 또한 광학 및 레이더 시스템 모두 범위와 정확도가 제한되었다. R-7 로켓 의 이전 발사 경험을 바탕으로 Binokl (쌍안경) 추적 시스템은 최대 200km 거리에서 로켓을 볼 수있을 것으로 예상되었다. P-30 레이더는 항공기를 추적 할 때 500km의 유효 범위를 보여주었다. 그 효과는 안테나의 느린 회전으로 더욱 감소했다. 광학 센서에 제 K-41과 KT-50에서 사용할 Tyuratam은 100-200km의 범위를 가지고 있었으며 또한 위성을 효과적으로 추적하기에는 너무 짧았다. 두 개의 더 강력한 KST-80 장비가 IP-4 및 IP-5 지상 추적 스테이션에서 사용 가능했다. 한편, 동력 비행의 끝에서 로켓은 IP-1 역에서 800km 가장 가까운 추적 역에서 300km가 될 것으로 예상 된 사정 지역 Tyuratam에서. 궤도에 도달하면 위성은 가장 가까운 추적 사이트에서 1,700km 떨어져 있다.
지상 기반 추적 시스템이 제한되었기 때문에 비행 관제사는 위성이 궤도에 도달했다는 사실을 확인하기 위해 Tral 시스템의 원격 측정 데이터에 의존해야했다.. 로켓의 안정화가 동력 비행 동안 정상으로 유지되고 허용된 시간 내에 엔진 차단 명령이 내려 진다면 발사 담당자는 성공을 축하 할 수 있다. 궁극적으로 위성으로부터의 무선 신호의 출현은 그 방출을 확인할 것이다. 궤도에 있는 동안 과학 아카데미의 망원경과 무선 센서는 위성을 추적하는 데 도움이 될 것이다.
최초의 위성 발사를 지원하기 위해 소련 정부는 추적 시설과 탄도 미사일 테스트를 위해 원래 구축 된 하드웨어에 대한 여러 업그레이드를 승인했다. 원래 위성 개발 프로그램이 Object D로 지정됨에 따라 색인 "D"가 임무를 지원하는 시스템 이름에 추가되었다. 스푸트니크 발사 전날, Object D 프로젝트를 위해 원래 계획된 추적 시스템의 일부만이 작업 준비가 되었다. Tyuratam 발사 지점에서 IP-1D로 지정된 특수 추적 스테이션이 1957년 7월-8월 동안 원래의 IP-1 추적 사이트 옆에 건설되었다. (70) P-30 및 P-20 레이더, SON-2D 각도 좌표 유도 레이더가 장착되었다. 무선 거리 측정기 Binokl-D는 NV Sachko 중위의 지휘하에 인근 IP-1 추적 사이트의 직원이 서비스했다.
당시 KIK 네트워크의 일부였던 위성 추적 스테이션에는 Tral 시스템이 장착되어 있지 않았다. 원래 Object D는 특수 RTS-8 시스템을 탑재 할 것으로 예상 되었기 때문이다. 따라서 사용 가능한 모든 기술은 첫 번째 위성을 추적하는 데 거의 쓸모가 없었다.

### 두 번째 스푸트니크 추적
두 번째 위성의 임무를 지원하기 위해 Tyuratam 의 IP-1 제어 스테이션에 기반을 둔 두 대의 Tral 원격 측정 트럭과 발전소, 기타 지원 차량 및 그 직원이 개방형 철도 플랫폼에 적재되고 소련으로 향하는 극동 승객 열차에 연결되었다. 기술자 VA Solnyshkov 중위가 이끄는 한 부대는 울란우데에 배치되었고, 기술자 VA Alekseev 중위가 이끄는 다른 부대는 하바롭스크에 주둔했다. 그 동안 IP-1로 돌아와서 위성에서 움직이는 이미지를 수집하기 위해 실험용 저해상도 Seliger TV 수신기 세트가 설치되었다. Junior Lt. VG Borisov가 관리했다.

## 같이 보기
- 조기경보레이다
- 관측소
- ESOC
- 나사 스페이스센터